# Viña Ocucaje
La Viña Ocucaje es una viña situada en el distrito de Ocucaje, al suroeste de la ciudad de Ica, en el Perú. 

## Historia
En el siglo XIX, Ocucaje era tan solo una hacienda, propiedad de Domingo Elías, quien era el hombre más rico del Perú, entre 1840 y 1870. Luego el 30 de noviembre de 1898, la Viña Ocucaje fue fundada por Virgilio Rubini Fulle quien también produjo pisco para consumo local y exportación. Un siglo y medio más tarde, con una producción que alcanzaba 465 mil litros de pisco, la viña Ocucaje se convirtió en la mayor productora de piscos en dicho país. Recién en 1944 se construyó la actual Viña Ocucaje S.A. Ocucaje es entonces la hacienda pisquera más antigua del país, si bien es cierto que en la zona ya se producía pisco desde la segunda mitad del siglo XVI.
Antes de 1898 solo se producía piscos, pero luego de ese año con uvas seleccionadas, se inició en Ocucaje la producción de vinos de mesa llamados Tinto Especial y Blanco Seco.
Como era necesaria la plantación de variedades para producir vinos finos, durante muchos años se importó cepas de Francia, Italia, España, Portugal, Chile, California y Valle del Rin. De esta manera se crearon en Ocucaje las variedades de uvas Malbec, Cabernet, Barbera, Grenache, Merlot, Pinot, Semillón, Muscadelle, Albilla, Alvarehao, Pedro Jiménez, etc.
Hoy en día, la producción artesanal con que se elaboraban los destilados en esas épocas, queda muy poco.

## Elementos de producción
Tiene dos alambiques de cobre de proceso continuo que pertenecen al año 1920, con una capacidad de 2,300 litros. Trabajan a gas y dos alambiques Franceses de última generación con capacidad de 3000 litros construidos en el 2010 .
La Viña Ocucaje, no solo elabora piscos, sino también vinos reconocidos fuera del Perú.

## Premios
Los Piscos de Viña Ocucaje han alcanzado un gran prestigio nacional e internacional gracias a los grandes premios obtenidos en los concursos más prestigiosos del mundo de bebidas como en el Concurso Mundial de Bruselas, el concurso internacional de destilados (París, Francia 2004) y a la modernización de su bodega.

## Visitas
Actualmente, la Viña Ocucaje al igual que la Hacienda Ocucaje está abierta al público para que pueda conocer los diferentes procesos de producción, sea de vinos o de piscos y los diferentes tipos de uvas que se usan para estos productos. También, pueden conocer la historia completa de la Viña Ocucaje que anteriormente empieza siendo solamente una hacienda.
Algunos de los tipos de pisco en Ocucaje son: Puros, Aromáticos, Acholados y Mostos Verdes.